# La vendedora de ropa interior
La vendedora de ropa interior es una comedia española, estrenada en 1982. 

## Sinopsis
Una historia de una familia cuyo padre intenta por todos los medios mantener la ética y moral más estricta... o por lo menos parecerlo. Su joven y guapa hija intenta emanciparse y busca trabajo, pero la casualidad es que el primer empleo que le ofrecen es de vendedora de ropa interior. Y empiezan los problemas para todos.
- Datos: Q5968359